# Giacomo Narizzano
Giacomo Narizzano (Genova, 11 novembre 1907 – Genova, 30 novembre 1976) è stato un calciatore italiano, di ruolo centrocampista.

## Carriera
Formatosi nelle giovanili del Genoa, nel 1921 viene ingaggiato dal Vado, che proprio in quella stagione andrà a vincere la prima coppa italia disputata.
In seguito viene ingaggiato nella stagione 1925-1926 dal Genoa.
In rossoblu esordirà nella sconfitta esterna per 1-0 contro la Cremonese del 2 maggio 1926.
Nella sua prima stagione in rossoblu giocherà un solo altro incontro, ovvero la partita successiva del 16 maggio persa in trasferta contro il Padova per 2-0.
La stagione seguente Narizzano otterrà un poco più di spazio, riuscendo anche ad andare in rete nella vittoria casalinga per 4-1 contro il Napoli del 17 ottobre 1926.
Terminata l'esperienza in rossoblù, passa alla Roma, dove continua a giocare poco e dove segna il suo secondo gol in massima serie, nella vittoria casalinga contro il Novara per 4-1 del 15 gennaio 1928.
Torna in Liguria dopo una sola stagione, prima alla Rivarolese ed in seguito alla Sestrese, dove rimane fino al 1930.
Nella stagione 1930-1931 gioca in Serie B tra le file del Foot Ball Club Liguria, che a fine anno retrocede in Prima Divisione piazzandosi ultimo con ritardo; Narizzano segna 6 gol in 19 presenze.
Nel 1931 passa al Pavia, in Prima Divisione. Nella prima stagione segna 14 reti, con i pavesi che non ottengono la promozione poiché vengono superati nei gironi finali dalla Sampierdarenese, nella seconda stagione 10 reti.
Nella stagione seguente la squadra arriva prima nel proprio girone, venendo superata nei gironcini finali dal Foggia. Grazie all'allargamento dei ranghi, Narizzano, autore di 10 segnature, e i suoi compagni ottengono la promozione in Serie B.
Narizzano lascia la Lombardia per tornare in Liguria, tra le file dell'Andrea Doria. Anche con i genovesi si ferma ai gironi finali, sia nella stagione 1933-1934 che in quella 1934-1935.
L'Andrea Doria sarà l'ultimo club di Narizzano, poiché si ritirerà al termine della Serie C 1935-1936.

## Statistiche

### Presenze e reti nei club
Statistiche aggiornate al 31 dicembre 2014.
| Stagione            | Squadra             | Campionato          | Campionato | Campionato | Coppe nazionali | Coppe nazionali | Coppe nazionali | Coppe continentali | Coppe continentali | Coppe continentali | Altre coppe | Altre coppe | Altre coppe | Totale | Totale |
| Stagione            | Squadra             | Comp                | Pres       | Reti       | Comp            | Pres            | Reti            | Comp               | Pres               | Reti               | Comp        | Pres        | Reti        | Pres   | Reti   |
| ------------------- | ------------------- | ------------------- | ---------- | ---------- | --------------- | --------------- | --------------- | ------------------ | ------------------ | ------------------ | ----------- | ----------- | ----------- | ------ | ------ |
| 1921-1922           | Vado                | P                   | 2          | 0          | -               | -               | -               | -                  | -                  | -                  | -           | -           | -           | 2      | 0      |
| 1925-1926           | Genoa               | PD                  | 2          | 0          | -               | -               | -               | -                  | -                  | -                  | -           | -           | -           | 2      | 0      |
| 1926-1927           | Genoa               | DN                  | 6          | 1          | -               | -               | -               | -                  | -                  | -                  | -           | -           | -           | 6      | 1      |
| Totale Genoa        | Totale Genoa        | Totale Genoa        | 8          | 1          |                 | -               | -               |                    | -                  | -                  |             | -           | -           | 8      | 1      |
| 1927-1928           | Roma                | DN                  | 4          | 1          | CC              | 0               | 0               | -                  | -                  | -                  | -           | -           | -           | 4      | 1      |
| 1928-1929           | Rivarolese          | SD                  | ?          | ?          | -               | -               | -               | -                  | -                  | -                  | -           | -           | -           | ?      | ?      |
| 1929-1930           | Sestrese            | PD                  | ?          | ?          | -               | -               | -               | -                  | -                  | -                  | -           | -           | -           | ?      | ?      |
| 1930-1931           | FBC Liguria         | B                   | 19         | 6          | -               | -               | -               | -                  | -                  | -                  | -           | -           | -           | 19     | 6      |
| 1931-1932           | Pavia               | PD                  | ?          | ?          | -               | -               | -               | -                  | -                  | -                  | -           | -           | -           | ?      | ?      |
| 1932-1933           | Pavia               | PD                  | ?          | ?          | -               | -               | -               | -                  | -                  | -                  | -           | -           | -           | ?      | ?      |
| Totale Pavia        | Totale Pavia        | Totale Pavia        | 51         | 24         |                 | -               | -               |                    | -                  | -                  |             | -           | -           | 51     | 24     |
| 1933-1934           | Andrea Doria        | PD                  | ?          | ?          | -               | -               | -               | -                  | -                  | -                  | -           | -           | -           | ?      | ?      |
| 1934-1935           | Andrea Doria        | PD                  | ?          | ?          | -               | -               | -               | -                  | -                  | -                  | -           | -           | -           | ?      | ?      |
| 1935-1936           | Andrea Doria        | PD                  | ?          | ?          | -               | -               | -               | -                  | -                  | -                  | -           | -           | -           | ?      | ?      |
| Totale Andrea Doria | Totale Andrea Doria | Totale Andrea Doria | ?          | ?          |                 | -               | -               |                    | -                  | -                  |             | -           | -           | ?      | ?      |
| Totale carriera     | Totale carriera     | Totale carriera     | 84+        | 32+        |                 | 0               | 0               |                    | -                  | -                  |             | -           | -           | 84+    | 32+    |

## Palmarès

### Club

#### Competizioni nazionali
- Coppa Italia: 1

Vado: 1922
- Coppa CONI: 1

Roma: 1928
- Prima Divisione: 1

Pavia: 1932-1933